# Midsommarkransen (postort)
Midsommarkransen var en tidigare postort i Söderort inom Stockholms kommun. Den inrättades år 1910 med postexpedition på Midsommarvägen. Postorten upphörde 1950, då den uppgick i Hägersten.
Det lokala postkontoret öppnades den 1 oktober 1910 på Midsommarvägen och låg senare på Svandammsvägen. Sedan Midsommarkransen upphört som egen postadress fick kontoret benämningen Hägersten 7 och lades ned 1968.